# Mallala Motor Sport Park
Il Mallala Motor Sport Park è un autodromo costruito nei pressi della cittadina australiana di Mallala.

## Storia
L'autodromo sorge sul sito di un ex base appartenente alla RAAF che venne venduta nel 1961 ed acquistata da un gruppo di appassionati di corse automobilistiche. Originariamente lungo 3,38 km, venne accorciato nel 1964 a 2.6 km. Fino al 1971 ospitò tutti gli eventi motoristici che si tenevano nell'Australia del Sud, ma nel 1971 il circuito venne acquistato da Keith Williams, il quale chiuse il circuito per trasferirvi tutte le attività nel nuovo circuito di Adelaide.
Con la chiusura dell'impianto, le attività non cessarono comunque, in quanto il tracciato venne usato come percorso di prova dalla  Chrysler Australia e dalla Elfin Sports Cars fino al 1982. Nel 1977 il circuito venne acquistato dal pilota ed imprenditore Clem Smith, il quale riportò a Malalla le corse motociclistiche nel 1980 e quelle automobilistiche nel 1982. Fino al 1984 il tracciato era però dotato solo dell'omologazione B, e per questo motivo non vi si potevano tenere eventi motoristici facenti parti di campionati nazionali ed internazionali. Dopo l'omologazione a circuito di tipo A, il percorso ha ospitato fino ad oggi numerose competizioni motoristiche di tutti i tipi ed è ancora in attività.